# Haplochernes aterrimus
Espèce
Haplochernes aterrimus est une espèce de pseudoscorpions de la famille des Chernetidae.

## Distribution
Cette espèce est endémique de Nouvelle-Guinée. Elle se rencontre en Indonésie et en Papouasie-Nouvelle-Guinée.

## Description
La femelle holotype mesure 3,5 mm.

## Publication originale
- Beier, 1948 : Über Pseudoscorpione der australischen Region. Eos, vol. 24, p. 525-562 (texte intégral).